# پایگاه دریایی فرول
پایگاه دریایی فرول یک پایگاه نظامی و زرادخانه نیروی دریایی اسپانیا است که در شهر فرول اسپانیا واقع شده است. این پایگاه اصلی نیروی دریایی اسپانیا در اقیانوس اطلس است.

## تاریخچه
اولین کشتی‌های جنگی در قرن شانزدهم، در زمان سلطنت خاندان اتریش، وارد کشتی‌های رود فرول شدند. تا اینکه در سال ۱۷۲۴ فیلیپ پنجم، از خاندان بوربن، فرول را به عنوان بندر اصلی اقیانوس اطلس تأسیس کرد.
توسعه و گسترش عمده کارخانه‌های کشتی سازی و زرادخانه در دهه‌های ۱۷۴۰ و ۱۷۵۰ آغاز شد. پیشنهادهای اولیه در زمان وزارت خوزه پاتینو در نیروی دریایی ارائه شد و توسط جانشین او، زنون د سومودویلا و بنگوچیا، مارکی د لا انسناداهه، که در سال ۱۷۴۳ به عنوان وزیر نیروی دریایی منصوب شد، اجرا شد. اولین کشتی، سان فرناندو، در سال ۱۷۵۱ به آب انداخته شد. تا آن زمان دوازده کشتی می‌توانستند به‌طور همزمان ساخته شوند. شاه چارلز سوم علاقه خاصی به نیروی دریایی داشت و از سال ۱۷۹۰ تا پایان سلطنت او زرادخانه در فرول، با نیروی کار ۵۴۴۰ نفر و ظرفیت نگهداری ۷۰ کشتی، تا حد زیادی تکمیل شد.
تحولات فناوری در طول انقلاب صنعتی منجر به تأسیس مدرسه ماشین‌ها و دانشکده مهندسین نیروی دریایی در سال ۱۸۵۰ در زمان سلطنت ایزابل دوم شد. کارگاه ماشین بخار نیز ایجاد شد. در آغاز قرن بیستم، اولین کشتی‌های جنگی اسپانیایی، کلاس اسپانیا، در فرول ساخته شدند. تا سال ۱۹۱۲ کارخانه‌های کشتی سازی فرول عمدتاً در حال ساخت کشتی‌های جنگی و رزمناوها بودند، در حالی که ناوشکن‌ها و زیردریایی‌ها در کارتاگنا ساخته می‌شدند.
پایگاه دریایی فرول به‌طور قابل توجهی در طول قرن بیستم مدرن شد. پادگان نیروی دریایی ارتش ساخته شد. مانند کارگاه برق و الکترونیک و انبارهای جدید. امکانات جدیدی برای اسکله‌های ۱ و ۲ و کارگاه توپ ساخته شد. اسکله‌ها گسترش یافته‌اند و کشتی‌ها را می‌توان در اطراف خلیج لنگر انداخت. در سال ۲۰۰۳ اسکله ۵ بزرگ شد تا برای ناوچه‌های کلاس آلوارو د باسان مناسب باشد. در سال ۲۰۱۳ آرشیو نیروی دریایی فرول افتتاح شد.